# Associazione Calcio Monza 1920-1921
Questa pagina raccoglie le informazioni riguardanti l'Associazione Calcio Monza nelle competizioni ufficiali della stagione 1920-1921.

## Stagione
Nella stagione 1920-1921 il Monza ha disputato il girone B della Prima Categoria lombarda, senza ottenere nessun punto: sei partite e sei sconfitte.
Retrocesso in Promozione, è stato successivamente riammesso dalla FIGC alla compilazione dei nuovi quadri stagionali vista la secessione di molte squadre lombarde aderenti alla Confederazione Calcistica Italiana.
Nell'assemblea in cui fu votato il Progetto Pozzo, il Monza decise di rimanere fedele alla FIGC perché il modo in cui veniva gestito il campionato le andava bene sia per le date di effettuazione che per le distanze fra le squadre dell'epoca, viste le linee ferro-tramviarie che la favorivano in quanto ben posizionata al centro della provincia e della Lombardia.

## Rosa
| N. |                   | Ruolo | Calciatore        |
| -- | ----------------- | ----- | ----------------- |
|    | Italia (bandiera) | C     | Ermanno Barigozzi |
|    | Italia (bandiera) | D     | Arnaldo Boniardi  |
|    | Italia (bandiera) | C     | Giuseppe Cattaneo |
|    | Italia (bandiera) | D     | Luigi Colombo     |
|    | Italia (bandiera) | A     | Luigi Crippa      |
|    | Italia (bandiera) | D     | Fedeli            |
|    | Italia (bandiera) | A     | Garetto           |

| N. |                   | Ruolo | Calciatore          |
| -- | ----------------- | ----- | ------------------- |
|    | Italia (bandiera) | D     | Francesco Mandelli  |
|    | Italia (bandiera) | D     | Andrea Mauri        |
|    | Italia (bandiera) | P     | Giovanni Passoni    |
|    | Italia (bandiera) | A     | Rossi               |
|    | Italia (bandiera) | C     | Ambrogio Trabattoni |
|    | Italia (bandiera) | A     | Giuseppe Trabattoni |

## Risultati

### Girone di andata
| Arbitro: | Brambilla (Milano) |

|              |           |                                            |
| Mandelli 87’ | Marcatori | 7’, 26’ Varese 50’ (aut.) Fedeli 75’ Bozzi |

| Arbitro: | Bistoletti (Milano) |

|                              |           |               |
| Azzimonti 4’ Colombo 44 aut’ | Marcatori | 67’ Barigozzi |

| Arbitro: | Rusconi (Milano) |

|  |           |             |
|  | Marcatori | 11’ Defendi |

### Girone di ritorno
| Arbitro: | Fries (Milano) |

|                                                    |           |  |
| Varese 40’, 60’ Bellolio 65’, 80’ Mauri 70’ (aut.) | Marcatori |  |

| Arbitro: | Sessa (Milano) |

|  |           |                 |
|  | Marcatori | 40’, 75’ Miotti |

| Arbitro: | Muttoni (Treviglio) |

|                                              |           |  |
| Lombardi 20’ Puerari III 35’ Bonzio 50’, 65’ | Marcatori |  |